# 劉國劭
劉國劭（1989年8月12日—），綽號大蕃薯，台灣演員，出生在台灣台北市，國立台灣戲曲學院京劇學系畢業。在1995年出演第一部電視劇，出道作品為驚世媳婦。

## 演出作品

### 電影
| 年份 | 劇名               | 飾演角色 | 其它說明   |
| 2012 | 寶島大爆走         | 客串     |            |
| 2013 | 愛情無全順         | 宅男     |            |
| 2014 | 大稻程             | 黑貓     |            |
| 2014 | 等一個人咖啡       | 客串     |            |
| 2015 | 報告班長7 勇往直前 | 王德龐   |            |
| 2016 | 美人清除計畫       | 張揚     | 網路大電影 |
| 2017 | 校花神經刀         | 大山     | 網路大電影 |
| 2017 | 校花神經探         | 大山     | 網路大電影 |
| 2018 | 粽邪               | 阿怪     |            |
| 2019 | 阿虎               | 阿福     |            |
| 2019 | 樂獄               | 勞斯萊斯 |            |
| 2020 | 馗降：粽邪2        | 阿怪     |            |
| 2023 | 粽邪3：鬼門開      | 阿怪     |            |

### 影集
| 年份 | 平台       | 劇名                | 角色   | 導演           |
| 2019 | Netflix    | 極道千金            | 菜頭   | 藤井樹         |
| 2020 | 衛視中文台 | 愛的廣義相對論-迴圈 | 蕃薯   | 孫啟明、黃靖祖 |
| 2020 | HBO Asia   | 戒指流浪記          | 郭宗方 | 北村豐晴       |

### 電視劇
| 年份 | 劇名                    | 角色             | 導演                   |
| 1995 | 驚世媳婦                | 男主角童年       | 李岳峰                 |
| 2007 | 終極一家                | 黑手幫           | 林清芳、廖斐鴻、劉行   |
| 2011 | 真心請按兩次鈴          | 林國基           | 林清振                 |
| 2011 | 華麗的挑戰 (電視劇)     | 紅寶石           | 馮家瑞                 |
| 2011 | 熱情仲夏                |                  | 王明台、張家賢         |
| 2011 | 課間好時光一年二班      | 朱⼦豪           | 郎祖筠                 |
| 2011 | 我的寶貝四千金          | 陶泰然           | 郝心翔                 |
| 2012 | 回家 (電視劇)           | 王裕德           | 夢繼、林子平           |
| 2013 | 躲貓貓 (電視劇)         | 涂宏明(小P)      | 胡寧遠                 |
| 2015 | 月娘 (2015年大愛電視劇) |                  | 陳家俊                 |
| 2015 | 紫色大稻埕              | 任瑞堯           | 葉天倫、陳長綸         |
| 2015 | 火車情人                | 高富祥           | 張佳賢、柳廣輝、林敏祥 |
| 2015 | 校花的貼身高手          | 康小波           | 吳建新                 |
| 2016 | 終極遊俠                | 大牛             | 徐輔軍                 |
| 2016 | 啟動愛情這件事          | 海龜             | 陳昊義                 |
| 2016 | 如朕親臨                | 小盧             | 陳嘉鴻                 |
| 2017 | 櫻桃小丸子 (台灣電視劇) | 小杉 太          | 張欽                   |
| 2017 | 愛上ㄆㄤˋ滋味           | 紅龜             | 林博生                 |
| 2018 | 人際關係事務所          | 三西             | 吳建新                 |
| 2018 | 公視人生劇展_最美的風景 | 菜頭             | 稅成鐸                 |
| 2021 | 茶金                    | 嗶嗶哥（范姜彬） | 林君陽                 |
| 2022 | 親愛的亞當              | 肥腦             | 廖士涵、郭春暉         |
| 2022 | 茁劇場－滴水的推理書屋  | 駭客同學         | 廖士涵                 |
| 2025 | 宇宙的源頭就是愛        | 洪振斌           | 邱皓洲                 |

### 廣告
2010年
- 統一科學麵-捏撒搖篇 （页面存档备份，存于）

2011年
- 台灣大哥大
- 保力達蠻牛-補一下篇 （页面存档备份，存于）
- Adidas(網路廣告)-控八控控偽納豆保證世界輕
- 味丹芝麻香脆麵-點痣篇 （页面存档备份，存于）

2013年
- 7-11飲料抽抽樂-命運篇 （页面存档备份，存于）
- 國民健康局 慢性腎臟病防治-腎偶篇 （页面存档备份，存于）
- 魅子Online- 魅惑策略RPG手機遊戲 （页面存档备份，存于）

2014年
- （页面存档备份，存于）
- 黑松茶花綠茶-沒問題篇 （页面存档备份，存于）
- 黑松茶花瑪黛茶-調包篇 （页面存档备份，存于）

2015年
- 黑松茶花綠茶-熱菜篇 （页面存档备份，存于）
- 青島啤酒-Light （页面存档备份，存于）
- 保力達蠻牛-談判篇
- 魅子2-一個不夠要兩個 （页面存档备份，存于）

2016年
- Garena傳說對決-Jungle人咧 （页面存档备份，存于）

2018年
- 桃園農業博覽會[1]

## 外部連結
- 劉國劭 Hangeeliu的Facebook專頁
- 劉國劭 大蕃薯的Instagram帳戶
- 劉國劭_大蕃薯的新浪微博

## 新聞連結
- 伊林包場《大稻埕》挺優質綠葉劉國劭 （页面存档备份，存于）
- 劉國劭扮高富帥 百公斤跳舞30回好拚 （页面存档备份，存于）
- 《專訪》大蕃薯劉國劭化外型為演員優勢 完成夢想要靠熱血去不斷實踐 （页面存档备份，存于）
- 太邪門！《粽邪》演員錄直播節目「黑畫面」 （页面存档备份，存于）
- 《報告班長7》劉國劭低調做公益 天使心小朋友搶合影 （页面存档备份，存于）
- 男星背面浮現人臉 「粽邪2」詭異事不斷 （页面存档备份，存于）
- 《粽邪2》廢墟取景「他的衣服驚見人臉」　幕後照片翻出嚇傻 （页面存档备份，存于）
- 《馗降：粽邪2》詭異事件連連 劉國劭背部浮現人臉 （页面存档备份，存于）
- 靈異現象未散！《粽邪2》鬥法現場演員背上驚現人臉 （页面存档备份，存于）
- 《馗降：粽邪2》勘景驚見「上吊小熊」 宗教顧問: 還好沒去那裡拍 （页面存档备份，存于）

1. ↑  桃園事的Facebook專頁 2018桃園農業博覽會-全能機器人國際邀請賽.桃園地景藝術節.桃園世界杯相撲錦標賽